# 土卫七
土卫七又稱為海柏利昂，是环绕土星运行的一颗卫星。
1848年美國天文學家喬治·邦德和英國的威廉·拉塞爾各自獨立發現土衛七，距土星1482000公里，像大星體的碎片，表面有如海綿，直徑大約270公里，它是太陽系中，自轉不規則的星體之一，每21.3天繞土星旋轉一周。